# Herman Knothe
Herman Fryderyk Ryszard Knothe (ur. 4 czerwca 1879 w Kraszowicach, zm. 3 września 1961 w Zielonce) – Wielki Łowczy II RP, Generalny Łowczy Lasów Państwowych.

## Życiorys
Ukończył Instytut Agronomiczny na Marymoncie w Warszawie oraz architekturę w Petersburgu oraz Karlsruhe. Był budowniczym latarni żeglugowych na jeziorze Ładoga . Zajmował się również hodowlą psów myśliwskich. Dzięki jego inicjatywie i staraniom sprowadzono muflony do Polski.
Według jego projektu powstała kamienica na rogu ulicy Pięknej i Mokotowskiej w Warszawie. 
Był członkiem Międzynarodowej Rady Łowieckiej i wybitnym specjalistą w organizowaniu wystaw łowieckich. Na Międzynarodowej Wystawie Łowieckiej w Berlinie w 1937 był generalnym komisarzem działu polskiego. 
Brał udział w polowaniach reprezentacyjnych w 1935 i w 1937 oraz w polowaniu na jelenie z prezydentem I.Mościckim.
Po wojnie do 1950 mieszkał na Mazurach. 
Dwukrotnie odznaczony Złotym Krzyżem Zasługi (1933, 1961), Krzyżem Oficerskim Legii Honorowej, Komandorią Orderu św. Stefana oraz odznaczeniami łowieckimi.
W Zielonce, gdzie mieszkał, zarządzał spółką rodzinną prowadzącą dużą cegielnię.
Zmarł w Zielonce pod Warszawą, pochowany został na cmentarzu Ewangelicko-Augsburskim w Warszawie (aleja 34, grób 32).